# Distretto di Çelebi
Il distretto di Çelebi (in turco Çelebi ilçesi) è uno dei distretti della provincia di Kırıkkale, in Turchia.